# The Truth
«The Truth» — студийный альбом американской R&B/хип-хоп группы Cherish, выпущен 13 мая 2008 года. В альбом вошёл сингл «Killa», где принял участие рэпер Yung Joc. Сингл был выпущен 27 ноября 2007 года. Впоследствии он стал саундтреком к фильму Шаг вперёд 2: Улицы.

## Список композиций
1. «Killa» (при участии Yung Joc) — 3:49
2. «I Ain’t Trippin'» — 3:07
3. «Amnesia» — 3:44
4. «Notice» — 3:41
5. «Framed Out» — 3:36
6. «Before U Were My Man» — 3:58
7. «Superstar» — 3:35
8. «Only One» — 3:39
9. «Love Sick» — 3:47
10. «Damages» — 3:08
11. «Like A Drum» — 3:39
12. «Killa» (ремикс So So Def) (при участии Жермена Дюпри) — 3:39 (бонусный трек iTunes)

Японская версия
1. «Do It To It» (рэп-ремикс)
2. «Silly»

## Чарты
"The Truth" дебютировал на 40 позиции Billboard 200, проданный в количестве 13000 копий за первую неделю. В Соединенном Королевстве и Канаде альбом не попал даже в 100 лучших альбомов.
| Чарт (2008)                   | Лучшая позиция | Продажи |
| ----------------------------- | -------------- | ------- |
| Billboard 200                 | 40             | 30,659  |
| Японский чарт альбомов ORICON | 91             | 2,500+  |